# Stereodon pseudopratensis
Stereodon pseudopratensis là một loài Rêu trong họ Hypnaceae. Loài này được (Kindb.) Broth. miêu tả khoa học đầu tiên năm 1908.